# Paeglesiai
Paeglesiai – wieś na Litwie, w okręgu szawelskim, w rejonie okmiańskim. Według danych z 2011 wieś była zamieszkiwana przez 271 osób.